# Dominick Reyes
Dominick Reyes, né le 26 décembre 1989 à Hesperia en Californie aux États-Unis est un pratiquant américain d'arts martiaux mixtes (MMA). Il combat dans la catégorie des poids mi-lourds à l'Ultimate Fighting Championship, où il est actuellement classé 11e.

## Palmarès en arts martiaux mixtes
| 19 combats     | 15 victoires | 4 défaites |
| Par KO         | 10           | 3          |
| Par soumission | 2            | 0          |
| Sur décision   | 3            | 1          |

### Historique des combats
| Résultat | Record | Adversaire         | Méthode                                | Événement                          | Date              | Round | Temps | Lieu                              | Notes                                                 |
| -------- | ------ | ------------------ | -------------------------------------- | ---------------------------------- | ----------------- | ----- | ----- | --------------------------------- | ----------------------------------------------------- |
| Victoire | 15-4   | Nikita Krylov      | KO (coups de poing)                    | UFC 314 : Volkanovski contre Lopes | 13 avril 2025     | 1     | 2:24  | Miami, Floride                    |                                                       |
| Victoire | 14-4   | Anthony Smith      | TKO (coups de coude et coups de poing) | UFC 310                            | 7 décembre 2024   | 2     | 4:46  | Las Vegas, Nevada                 |                                                       |
| Victoire | 13-4   | Dustin Jacoby      | KO (coups de poing)                    | UFC on ESPN: Cannonier vs. Imavov  | 8 juin 2024       | 1     | 2:00  | Louisville, Kentucky              |                                                       |
| Défaite  | 12-4   | Ryan Spann         | KO (coups de poing)                    | UFC 281                            | 12 novembre 2022  | 1     | 1:20  | New York, États-Unis              | Combat en poids intermédiaire, Spann manque la pesée. |
| Défaite  | 12-3   | Jiří Procházka     | KO (coup de coude retourné)            | UFC on ESPN: Reyes vs. Procházka   | 1er mai 2021      | 2     | 4:29  | Las Vegas, Nevada                 | Combat de la soirée.                                  |
| Défaite  | 12-2   | Jan Błachowicz     | TKO (coups de poing)                   | UFC 253                            | 27 septembre 2020 | 2     | 4:36  | Abu Dhabi, Émirats Arabes Unis    | Pour le titre vacant des poids mi-lourds de l’UFC.    |
| Défaite  | 12-1   | Jon Jones          | Décision unanime                       | UFC 247                            | 8 février 2020    | 5     | 5:00  | Houston, Texas                    | Pour le titre des poids mi-lourds de l’UFC.           |
| Victoire | 12-0   | Chris Weidman      | KO (coups de poing)                    | UFC on ESPN: Reyes vs. Weidman     | 18 octobre 2019   | 1     | 1:43  | Boston, Massachusetts, États-Unis | Performance de la soirée.                             |
| Victoire | 11-0   | Volkan Oezdemir    | Décision partagée                      | UFC Fight Night: Till vs. Masvidal | 16 mars 2019      | 3     | 5:00  | Londres, Angleterre               |                                                       |
| Victoire | 10-0   | Ovince Saint Preux | Décision unanime                       | UFC 229                            | 6 octobre 2018    | 3     | 5:00  | Las Vegas, Nevada, États-Unis     |                                                       |
| Victoire | 9-0    | Jared Cannonier    | TKO (coups de poing)                   | UFC Fight Night: Maia vs. Usman    | 19 mai 2018       | 1     | 2:55  | Santiago, Chili                   |                                                       |